# Місячний Колумб
«Місячний Колумб» (фр. Colomb de la lune) — роман французького письменника Рене Баржавеля, опублікований у 1962 році.

## Сюжет
У Франції задумують відправити людину на Місяць. Для цієї мети гору Ванту перетворюють на космічну базу, де 17 кандидатів у політ занурюють у гібернацію, готуючи їх до подорожі. Але політ здійснить лише один з них — названий у романі Колумбом на честь першовідкривача Америки. Паралельно розвиваються події, пов'язані з тим, що дружина Колумба заводить зв'язок на стороні…

## Характеристика
Роман займає близько 200 сторінок оригінального тексту. У ньому можна виділити кілька відмінних одна від одної частин, але розповідь має вигляд рваної і беззв'язкової: наче автор пропонує читачеві самостійно відшукати сюжетну лінію. Основні сенсові частини такі:
- Політ на Місяць;
- Кохання дружини Колумба;
- Мрія Колумба;
- Кілька другорядних частин (сестра Колумба і його родинне життя, абсолютний нуль тощо).

У романі також можна виділити кілька планів (поезія, казка, роман, наука тощо); він відсилає до філософських тем, так улюблених Баржавелем, зокрема, що стосуються критики науки: величезний проект, маленький безумець, що приєднується в ізольованому від світу місці до видатних спеціалістів світового рівня (ці ж теми зачеплені у романах «Велика таємниця» і «Ніч часів»). У романі висловлено ідею того, що математичні рівняння можуть бути всесвітньою мовою, що уможливлює спілкування у Всесвіті (аналогічні думки можна знайти й у «Великій таємниці»). Нарешті, кохання — ця тема рівним чином люба Баржавелю, вона є центром роману й захоплень автора. У «Місячному Колумбі» кохання і наука протистоять одне одному.